# Efavirenz
El efavirenz es un fármaco inhibidor de la transcriptasa inversa no análogo a los nucleósidos (ITRNN, NNRTI, por sus siglas en inglés) que se emplea como parte de la terapia antirretroviral altamente activa (TARAA, equivalente al inglés HAART) en el tratamiento de la infección por virus de inmunodeficiencia humana tipo 1 (VIH-1).

## Antecedentes
La forma estandarizada de tratamiento de pacientes seropositivos al VIH en el mundo entero es mediante el empleo de un cóctel de medicamentos antirretrovirales. El efavirenz forma parte de la primera opción para iniciar el tratamiento de la infección crónica por VIH en personas que no han recibido tratamiento previo, normalmente en combinación con dos medicamentos de la familia de los inhibidores de la transcriptasa inversa análogos de nucleósidos/análogos de nucleótidos (ITRAN e ITRANt), como la zidovudina o la lamivudina; o bien, con tenofovir y emtricitabina. El efavirenz se emplea también en combinación con otros medicamentos antirretrovirales como parte del régimen profiláctico postexposición para prevenir la infección por VIH en aquellas personas expuestas que, por encontrarse expuestas a materias contaminadas con el virus, pudieran estar en algún riesgo de contraer la infección.
En 2006, la FDA aprobó la combinación de tenofovir, emtricitabina y efavirenz en una misma tableta, lo que facilita la adherencia de los pacientes al tratamiento antirretroviral.

## Historia
El efavirenz fue aprobado por la Administración de Medicamentos y Alimentos (FDA por sus siglas en inglés) de los Estados Unidos el 21 de septiembre de 1998, convirtiéndolo en el decimocuarto medicamento antirretroviral aprobado en ese país.

## Indicaciones
El efavirenz se emplea para tratar la infección por VIH. Nunca se debe emplear solo, los especialistas en tratamiento antirretroviral lo deben administrar en combinación con otros fármacos. La decisión sobre el mejor momento para comenzar el tratamiento antirretroviral debe tomarse de acuerdo con los resultados de pruebas de laboratorio como el conteo de linfocitos T CD4, carga viral, historia clínica, resistencias a medicamentos y la preferencia del paciente.
Desde la publicación preliminar de los resultados de la prueba ACTG 5412 en 2006 —que tenía como propósito la comparación de los resultados y efectos colaterales de la terapia con efavirenz y lopinavir—, el efavirenz se suele emplear como una de las primeras opciones para el tratamiento con antirretrovirales, con preferencia sobre los inhibidores de proteasa. La prueba ACTG 5095 demostró que la potencia del efavirenz se mantiene constante independientemente de la carga viral o del conteo de linfocitos T-CD4.

## Absorción, eliminación y modo de acción
El efavirenz se absorbe bastante bien en el aparato digestivo y alcanza su concentración plasmática máxima en las primeras 5 h (horas). Su absorción disminuye al aumentar la dosis. Su biodisponibilidad (AUC) aumenta 22 % con los alimentos que contienen abundante grasa. Se elimina por metabolismo oxidativo, principalmente a través de CYP2B6 y en menor grado de CYP3A4. El fármaco original no se excreta por vía renal (Smith et al., 2001). Se elimina lentamente y su semivida de eliminación es de 40 a 55 h. De esta manera puede administrarse una sola vez al día
Los inhibidores de transcriptasa inversa —nucleósidos o no nucleósidos— actúan sobre el mismo objetivo: la enzima transcriptasa reversa que juega un papel esencial en la infección por VIH. Esta enzima permite la conversión del ARN del virus de inmunodeficiencia humana en ADN, aprovechando el ADN de los linfocitos T-CD4. En contraste con otros ITR que actúan directamente sobre el espacio activo de la transcriptasa inversa, los ITR no nucleósidos se adhieren a la transcriptasa inversa en un sitio diferente al sitio activo y provoca un cambio conformacional que modifica la actividad catalítica y evitan que el ARN del VIH se transforme en ADN. De esta manera, el virus no puede insertar su información genética en las células sanas y se evita su duplicación.
El efavirenz es ineficaz contra el VIH tipo 2, porque la transcriptasa inversa de este tipo del virus posee una estructura distinta a la del VIH-1, lo que le confiere una resistencia intrínseca a los medicamentos de la familia de los ITRNN. En tanto que todos los antirretrovirales de la familia ITRNN poseen una estructura similar, las mutaciones del VIH que producen la resistencia al efavirenz suelen producir también cepas resistentes a otros fármacos del mismo grupo, como la nevirapina y la delavirdina. La mutación más común al efavirenz es conocida como K103N, que también es común en el caso de tratamientos prolongados con base en algún fármaco de la familia ITRNN. dicha mutación disminuye la sensibilidad al fármaco al menos 100 veces

## Dosificación
La dosis habitual para adultos es de 600 mg (miligramos), se recomienda que antes de ir a dormir, debido a que el medicamento puede causar mareos y provocar la pérdida de concentración. En el caso de los seropositivos que también consumen rifampicina como parte del tratamiento contra la tuberculosis, la dosis debe aumentar a 800 mg, debido a la interacción entre ambos fármacos. Para los niños mayores de tres años y peso superior a diez kilos, la dosis inicial es de 200 mg, y aumenta en proporción al incremento del peso del paciente hasta los 600 mg correspondientes a personas con peso superior a 40 kg (kilogramos). La escrupulosa observación del tratamiento con efavirenz —y con cualquier antirretroviral— es importante para mantener bajo control la infección por VIH y reducir las posibilidades del desarrollo de resistencia al fármaco en nuevas cepas del virus. Nunca sobra decir que el efavirenz no tiene capacidad para eliminar el virus del organismo y que todos los medicamentos antirretrovirales conocidos pueden volverse ineficaces en el transcurso del tratamiento..

## Interacciones de efavirenz con otros fármacos
El efavirenz se metaboliza en el hígado y produce efectos inhibidores e inductores en la isoforma 3A4 del sistema citocromo P450. Esto quiere decir que el medicamento puede entrar en interacción con otras sustancias metabolizadas por el hígado, por lo que puede ser posible el incremento o decremento de las dosificaciones. Entre otros medicamentos que interactúan con el metabolismo de efavirenz se encuentran las estatinas —atorvastatina, pravastatina, simvastatina, sustancias empleadas en el tratamiento de pacientes con altos índices de colesterol en la sangre—, cuyas dosis deben ser ajustadas al inicio de un tratamiento basado en efavirenz. En el caso de tratamiento con claritromicina, es recomendable sustituirlo por otro antibiótico cuando se ha comenzado el tratamiento con efavirenz.
Aunque el efavirenz puede combinarse con otros antirretrovirales, las interacciones entre este fármaco y otros pertenecientes a familias distintas implican un reajuste de las dosis. Merck, fabricante del efavirenz, desaconseja la combinación de este medicamento con saquinavir, debido a que el efavirenz reduce drásticamente el nivel de saquinavir en la sangre, y por lo tanto, debilita la efectividad de este último. En el caso de atazanavir e indinavir, la combinación con efavirenz requiere el aumento de las dosis de estos inhibidores de proteasa.
Por último, algunos productos naturales presentan interacciones negativas con el efavirenz. Entre ellos se encuentra la hierba de San Juan (Hypericum perforatum), que en algunas ocasiones forma parte de productos de dieta o suplementos alimenticios; su consumo es poco recomendable para seropositivos que se encuentran bajo tratamiento antirretroviral, porque contiene sustancias que inhiben la efectividad de estos fármacos.
NOTA IMPORTANTE: La administración conjunta de efavirenz con antihistamínicos H1 no sedantes (2.ª y 3.ª generación), midazolam y triazolam aumenta considerablemente el riesgo de padecer arritmias cardiacas potencialmente letales.

## Efectos adversos
Todos los medicamentos antirretrovirales pueden producir efectos indeseables en las personas que los consumen. Aunque el efavirenz suele ser bastante bien tolerado, también tiene efectos secundarios en las personas que los consumen. Algunos de ellos, como las erupciones cutáneas, náusea, pueden desaparecer a los pocos días de haber iniciado el tratamiento. Debido a que el efavirenz tiene la capacidad de penetrar en el sistema nervioso central, algunos de los efectos colaterales más comunes de este medicamento suelen ser de índole neurológica. Los estudios al respecto indican que esta sustancia puede producir migraña, mareos, pérdida de la concentración, insomnio, pérdida de la memoria.Los síntomas más graves tardan varias semanas en desaparecer. Los más frecuentes son dificultad para la concentración, disforia, sueños vívidos o inquietantes e insomnio. Los efectos colaterales del efavirenz suelen aminorar en la medida que el organismo se adapte al medicamento, aunque en casos muy raros los efectos pueden ser mayores.Se ha señalado que algunos pacientes bajo tratamiento con efavirenz pudieron presentar depresión grave, desarrollo de conductas agresivas, conductas suicidas o intentos de suicidio, ideas paranoides y manías.
Dado que el efavirenz puede provocar males congénitos en los fetos de mujeres seropositivas, por lo que se debería evitar el embarazo. En caso de que una mujer con VIH quede embarazada, siempre debe tomar consejo de su médico especialista en terapia antirretroviral, tanto para considerar opciones sobre el tratamiento para la infección por VIH como para prevenir la transmisión perinatal del virus al recién nacido.

## Aspectos económicos y sociales
Como otros antirretrovirales, el efavirenz es un medicamento costoso. La dosis de 600 mg (miligramos) en países desarrollados alcanza el costo de 400 dólares estadounidenses mensuales. En países de mediano y bajo desarrollo, el costo puede reducirse en razón de los tratos establecidos entre los gobiernos de esas naciones, las agencias internacionales enfocadas en el campo y las farmacéuticas. En México, por ejemplo, el costo mensual del tratamiento con efavirenz en enero de 2007 fue de 777,72 pesos mexicanos, aunque en ese país existen programas de abasto gratuito que cubren los gastos en antirretrovirales de una parte importante de los pacientes seropositivos que se encuentran bajo tratamiento médico.

## Presentaciones y formas farmacéuticas
Efavirenz se presenta en forma de tabletas.

- Tabletas conteniendo 600 mg (miligramos) de efavirenz (comercializado por Humax Pharmaceutical S.A. en Colombia como efavirenz).

Otros países, como India, han optado por desarrollar medicamentos genéricos para reducir los costos de estas terapias. La compañía india Cipla ha desarrollado Efavir, un genérico intercambiable que sustituye el Stocrin de Merck Sharp & Dohme (MSD) y es preferido por los gobiernos de varios países pobres a razón de su bajo costo. Este tipo de acciones han llevado a las farmacéuticas que poseen las patentes de estos medicamentos por una parte, a entablar demandas en contra de los gobiernos que han apoyado la producción de medicamentos genéricos —como la India, Tailandia, Kenia, Sudáfrica, y en algún tiempo, Brasil, donde el fármaco fue declarado de interés público—; y por otra, a entrar en negociaciones con naciones pobres para brindarles precios preferenciales. Sin embargo, muchos de estos acuerdos no se cumplen, como denuncia Médicos Sin Fronteras (MSF) sobre la oferta de MSD a los países más pobres y afectados por la epidemia de VIH en el caso de efavirenz (que esta empresa comercializa con el nombre de Stocrin). De acuerdo con el reporte de MSF, Merck ofreció efavirenz a un costo de 0,95 dólares por tableta de 600 mg —es decir, 346,75 dólares/paciente/año—. Hasta marzo de 2004, la oferta de Merck se había cumplido solo parcialmente.